# Jocs dels Petits Estats d'Europa de 2025
Els Jocs dels Petits Estats d'Europa de 2025 es van fer a Andorra del 26 de maig al 1r de juny del 2025. Fou la tercera vegada que el principat feia d'amfitrió de la competició (les anteriors edicions van ser les dels anys 1991 i 2005). Havia d'acollir els Jocs del 2021, que es van ajornar per la pandèmia de COVID-19. Hi participaren 1.600 esportistes i tècnics de 9 estats que competien en 12 esports diferents. A més, hi havia una xarxa de més de 800 voluntaris.
Per als atletes andorrans (n'hi havia 154), aquests Jocs van ser els millors de la història, amb la xifra més alta de medalles que s'havia assolit mai: 38, repartides en 13 ors, 11 plates i 14 bronzes. Entre els més premiats del país, Nahuel Carabaña (en atletisme) i Kevin Teixeira (en natació) van aconseguir tres ors cadascú, i la gimnasta Berta Miquel es va endur tres medalles de plata.

## Els Jocs

### Delegacions participants
- Andorra
- Islàndia
- Liechtenstein
- Luxemburg
- Malta
- Mònaco
- Montenegro
- San Marino
- Xipre

### Esports i seus
Per primera vegada el karate formava part del programa oficial, amb les modalitats de kata i de kumite, disputades a Sant Julià de Lòria. La federació andorrana hi aportava cinc esportistes.
Totes les parròquies andorranes acollien alguna prova esportiva. Les principals infraestructures eren l'Estadi Comunal (atletisme) i el Centre Esportiu dels Serradells (natació, gimnàstica i tir de precisió). El vòlei platja es va fer al Parc Central. La cerimònia d'obertura va ser a l'Estadi Nacional amb les entrades exhaurides (més de 2.000). Per a les proves de tir es va reformar el camp del pla de Borràs, a la Massana, que feia cinc anys que estava tancat; els treballs van costar mig milió d'euros. El comú de les Escaldes i Engordany va destinar 900.000 euros a la remodelació del pavelló del Prat Gran (per al judo) A més, el govern va invertir mig milió d'euros en la millora de l'Estadi Comunal: entre altres, es van rehabilitar les graderies, se'n va renovar la il·luminació i es va homologar la pista d'atletisme.
- Atletisme
- Basquetbol
  -  Basquetbol
  -  Bàsquet 3x3
- Ciclisme
  -  Ciclisme de muntanya
  -  Ciclisme en ruta
- Gimnàstica
  -  Gimnàstica artística
  -  Gimnàstica rítmica
- Judo
- Karate
- Natació
- Natació sincronitzada
- Rugbi a 7
- Tennis
- Tir olímpic
- Tennis de taula
- Voleibol
  -  Voleibol
  -  Voleibol de platja

## Medalles
| Pos.  | Estat         | Or  | Plata | Bronze | Total |
| ----- | ------------- | --- | ----- | ------ | ----- |
| 1     | Xipre         | 36  | 30    | 42     | 108   |
| 2     | Luxemburg     | 32  | 27    | 27     | 86    |
| 3     | Islàndia      | 26  | 22    | 26     | 74    |
| 4     | Mònaco        | 16  | 13    | 15     | 44    |
| 5     | Malta         | 13  | 24    | 19     | 56    |
| 6     | Andorra       | 13  | 11    | 14     | 38    |
| 7     | Montenegro    | 12  | 13    | 11     | 36    |
| 8     | San Marino    | 8   | 10    | 13     | 31    |
| 9     | Liechtenstein | 4   | 6     | 8      | 18    |
| Total | Total         | 160 | 156   | 175    | 491   |